# Ahudemmeh
Ahudemmeh (siríaco: ܐܚܕܐܡܗ, árabe: مار احودامه, Balade (atual Esqui-Moçul), Império Sassânida, século VI - Ticrite, Império Sassânida, 2 de agosto de 575) foi o Grande Metropolita do Oriente e chefe da Igreja Ortodoxa Siríaca do Oriente de 559 até sua execução em 575. Ele era conhecido como o "Apóstolo de os árabes", e é comemorado como um santo pela Igreja Ortodoxa Siríaca. Seu título era Metropolita de Ticrite.